# Angerville (Calvados)
Angerville è un comune francese di 142 abitanti situato nel dipartimento del Calvados nella regione della Normandia.

## Società

### Evoluzione demografica
Abitanti censiti